# The Forgotten (canción)
«The Forgotten» es la última canción del álbum ¡Tré! de la banda de punk rock Green Day. Grabada en 2012, fue lanzada como sencillo promocional el día 23 de octubre de 2012 estando también disponible en la banda sonora The Twilight: Breaking Down - Part 2 de la saga Crepúsculo.

## Antecedentes y lanzamiento
El día 4 de octubre de 2012 fue revelado el soundtrack de la última película de la saga Crepúsculo en la que The Forgotten hacía aparición. La canción saldría unos meses más tarde en el disco ¡Tré!
Mike Dirnt, bajista de la banda, dijo en una entrevista durante los MTV Video Music Awards de 2012: "Cuando se nos pidió que formáramos parte de la banda sonora de Twilight: Breaking Dawn - Part 2, aceptamos sin dudarlo porque es un increíble fenómenos cultural. Siempre nos ha impresionado lo cuidadosos que han sido con todas las bandas sonoras de la saga."

## Video musical
El video musical de la canción se estrenó en MTV el día 23 de octubre de 2012. Este muestra imágenes de la película intercaladas con escenas de la banda grabando la canción.

## Lista de canciones
| Descarga Digital; CD Promocional |                 |          |  |
| N.º                              | Título          | Duración |  |
| 1.                               | «The Forgotten» | 4:58     |  |